# もとやま礼子
もとやま 礼子（もとやま れいこ、1948年〈昭和23年〉2月16日 - ）は、日本の漫画家。島根県出身。代表作に『やったぜ！墓場グループ』、『ダンプママ巴御前』、『先生にしつもーん』など。

## 来歴・作風
島根県生まれで、神戸で育つ。桑田次郎の『まぼろし探偵』や水野英子の『星のたてごと』が好きで、小学校5年の頃から漫画を自分でも描き始める。その後、就職するが、過去の原稿を見返して、再度挑戦することを決意し、当時大阪在住であった矢代まさこのアシスタントをしながら、懸賞に応募する。さらにその後、矢代まさこの引っ越しの手伝いに来た山上たつひこと出会い、そのことがきっかけで、

1968年、光伸書房より一般向け漫画誌として創刊された『ごん』8月号に『少年たちに栄光あれ』が掲載されデビューする。
同年、『COM』9月号に『白い影』を発表。全篇吹き出しなしの作品で、封建時代に引き離された二人の男女の悲劇を描く。この作品で「第12回青春・実験まんがコース・月例新人入選作」を受賞。作者の意図としては、大人になった女性が、今でも少女だった自分に出会うことがある、ということを心理的に描いたものだという。
1970年、『ファニー』1号から17号にかけて『風光る朝』（原作：神保史郎）を連載。同年上京し、つのだじろうプロダクションに7ヶ月間所属する。さらに『女学生の友』・『少女コミック増刊フラワー』を経て、1974年から『別冊少女コミック』に『墓場グループ』シリーズ・『巴御前』シリーズ・『くりくり先生』シリーズなどを発表。1976年『週刊少女コミック』に『先生にしつもーん』を連載する。
漫画を通じて「いろいろな人の生きているありさま」を描くことが目標だと述べているシリーズものは例外として、同じ人間は一人も描いていないという。少女漫画としてはやや劇画調の絵であり、コミカルな作品が多い。

## 単行本リスト
※　特筆なきものは『フラワーコミックス』（小学館）。
- やったぜ！墓場グループ　ISBN 978-4091302410　1977年7月20日発行
- 義理の姉さんブラが見えます（大都社）　1977年10月30日発行[6]
- ダンプママ巴御前　ISBN 978-4091303615　1978年6月20日発行
- もとやま礼子の世界　白い影　ホワイトコミックス№5（カラクタクラス・ラボ）　1978年4月28日発行　
  - 収録作品：「白い影」、「20歳の憲法記念日」、「オレの嫌いな暁三へ」、「鬼ッ子きっ子」
- もとやま礼子傑作集1　正美くん顔かくして！　ISBN 978-4091304513　1979年2月発行
- もとやま礼子傑作集2　かけおち二代　ISBN 978-4091304520　1979年4月20日発行
- もとやま礼子傑作集3　あれは…母です　ISBN 978-4061064997　1980年6月発行
  - 収録作品：「あれは…母です」、「月光仮面のおにいさん」、「幸福なパパたち」、「いちごはママさん十二歳」、「オレの嫌いな暁三へ」
- もとやま礼子傑作集4　先生にしつもーん(1) 1979年7月発行
- もとやま礼子傑作集5　先生にしつもーん(2) ISBN 978-4091304551　1979年10月発行
- もとやま礼子傑作集6　湯けむりねえちゃん　1979年12月発行
- もとやま礼子傑作集7　くりくり先生愛してる　ISBN 978-4091304575　1980年2月発行
- もとやま礼子傑作集8　燃えよ！孔雀学園　ISBN 978-4091304582　1980年8月発行
- もとやま礼子傑作集9　花嫁さんみつけます! 　ISBN 978-4091304599　1980年10月20日発行
- もとやま礼子傑作集10　ああ!とんでもない　ISBN 978-4091304605　1981年2月20日発行